# Вуйцик, Магда Тереса
Магда Тереса Вуйцик (пол. Magda Teresa Wójcik) —  польская актриса театра, кино, радио и телевидения, театральный режиссёр.

## Биография
Магда Тереса Вуйцик родилась 10 июня 1934 года в Вильно. В 1955 году окончила Лодзинский политехнический институт. Она проработала девять лет инженером в Вроцлаве.
Дебютировала в театре в 1965 г. Актриса и режиссёр театров в разных польских городах (Бельско-Бяла, Щецин, Варшава, Краков, Торунь). В 1964 году в Цешине совместно с актёром и режиссёром Хенриком Боуколовским основала  Адекватный театр. Выступала в спектаклях «театра телевидения» в 1972—2004 гг. 
Умерла 17 сентября 2011 года в Варшаве.

## Избранная фильмография
- 1961 — Мать Иоанна от ангелов / Matka Joanna od Aniołów — монахиня
- 1961 — Самсон / Samson — женщина на вечеринке у Люцины
- 1977 — Человек из мрамора / Człowiek z marmuru — монтажёр
- 1978 — Без наркоза / Bez znieczulenia — Иоанна Чихонь, адвокат
- 1978 — Больница преображения / Szpital przemienienia — Новацкая
- 1980 — Ничего не мешает / Nic nie stoi na przeszkodzie — Зофья, жена Ежи
- 1982 — Мама Круль и её сыновья / Matka Królów — Луция Круль
- 1986 — Пульс / Tętno — мать Халины
- 2000 — Байланд / Bajland — Ясножевская, домработница Рыдля

## Признание
- 1987 — Награда Министра культуры и искусства ПНР 1-й степени.